# 化学家

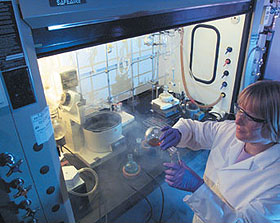
一名化学家正在從一個圓底燒瓶倒出液體。

化学家一般是指从事于近现代化学研究的科学家，有专职和兼职之分，在英國亦可指藥劑師。化學家們會對化學元素、原子、分子及它們如何互相作用作出研究。化學家們研究並測試藥物、炸藥及之類其他的東西。化學是一門十分重要的科學，因為現在大多數的新藥物都是根据化学研製出的。
广义上，化學家有时也包括中国古代的炼丹术士和西方古代的炼金术士。一個化學家與其他人做事的不同之處是他們通常都會很小心地檢查身邊每一種物體的變化。他們的工作，大部分是研究怎樣可以大量生產各種昂貴的藥用或者工業用化學品，務求造福大眾或者牟利維生。
每個化學家會有不同的專科，但是他們有些共同的做事方法。首先，他們看一種東西通常都會研究它是酸還是鹼，並且用原子的角度去分析那物體。其次，他們很小心地測量那些物體混合的時候不同物質的比例、化學作用正在進行的時候反應的速度及不同物體之間化學特性的分別。還有，他們會用自己有限的知識去嘗試瞭解那些自己不熟悉的東西，從而令自己學更多知識。
材料科學家是冶金學家的一類，但是他們讀書時通常都是主修化學。
小部份化學家都是在讀到大學畢業就出外當基層工作，大部份公司都雇用有博士學位的人。很多有關化學的工作或大學化學的課程對數學、物理、生物和化學同樣重視，因為化學又稱為中心科學。
讀到碩士的時候，化學科學生就得專攻一個分支。大部分人都會選擇生物化學，有機化學，無機化學，分析化學等等。
讀完書之後，化學畢業生成為化學家，就會出來工作。他們多數會加入化學工業或做藥劑師。在很多國家大學其實有一科藥劑學專科，不過亦會有人讀畢化學後做藥劑師。又有些化學家會選擇為政府工作，當政府的化驗所技術員。

## 歷史
「化学家」（chemist）源於新拉丁語名詞「chimista」，是「alchimista」（煉金術）的縮寫。
化學的來源可追溯到燃燒的現象。因為火能把物質轉變為另一種物質，因此人類起初就對火感到興趣。而且因著利用火，人類才知道如何製造鐵和玻璃。當人發現了金這一種貴重的金屬之後，很多人去研究怎樣把其他物質變成金。這就是煉金術。煉金術士們發現了很多化學過程，令化學發展得更現代化。
我們今天所知的化學，是在1783年由安托萬·拉瓦節因他的質量守恆定律而被創。化學元素的發現有一段很長的歷史，而在門得列夫創了元素週期表時達到最高點。諾貝爾化學獎創於1895年，並於1901年頒發第一屆，給了往後100年化學的發現出色的概觀。

## 外部連結
- 美國化學社團 （页面存档备份，存于） 網頁
- 皇家化學社群 （页面存档备份，存于） 網頁
- 化學歷史 化学家的連結